# سد درونته
سد درونته یک ایستگاه برق آبی است که در نزدیکی درونته بر روی رود کابل تقریباً ۷ کیلومتری شهر جلال‌آباد مرکز ولایت ننگرهار افغانستان واقع شده‌است.

## تاریخچه
سد درونته توسط اتحاد جماهیر شوروی سوسیالیستی در سال ۱۹۶۴ بنا شد. ایستگاه برق آن شامل سه توربین کاپلان عمودی (پروانهٔ شش تیغه‌ای) با خروجی هر کدام ۸۵/۳ مگاوات می‌باشد. در ابتدا این سد ۴۰ تا ۴۵ مگاوات برق تولید می‌کرد، اما حین جنگ داخلی افغانستان به دلیل لجن‌گرفتگی و دیگر صدماتی که به آن وارد شد خروجی واقعی آن به ۵/۱۱ مگا وات رسید. این ایستگاه در حال حاضر در وضعیت بسیار بدی قرار دارد و نیازمند بازسازی اساسی احتمالاً شامل تعویض هر سه توربین می‌باشد.
نمایندگی ایالات متحده آمریکا برای توسعه بین‌المللی (یو اس اِید) بازسازی ایستگاه برق درونته را با شرکت آنهام قرارداد بست. این بازسازی که در جریان است، قرار بود تا انتهای ژانویهٔ ۲۰۱۲ تمام شود. در ۴ مارس ۲۰۱۳ شرکت وادسام گزارش کرد که یو اس اِید به دلیل آنکه والی گل آقا شیرازی به وعده‌اش برای تقبل ۱۰ درصد از هزینهٔ این پروژه ۱۱ میلیون دلاری عمل نکرده، هزینهٔ پروژه را معلق نموده‌است.

## نگارخانه

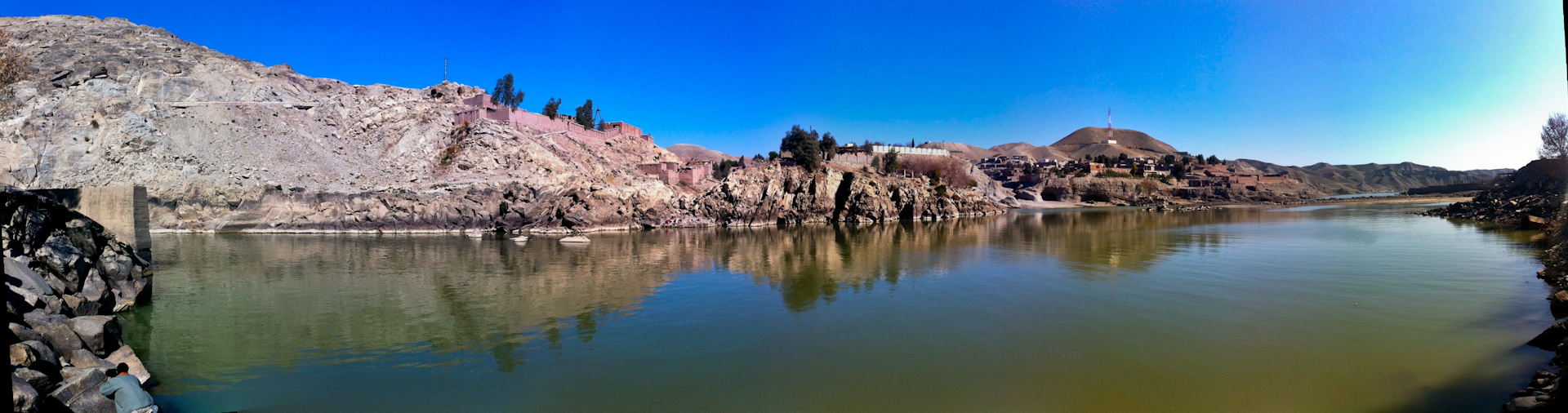
یک پانوراما از بند درونته
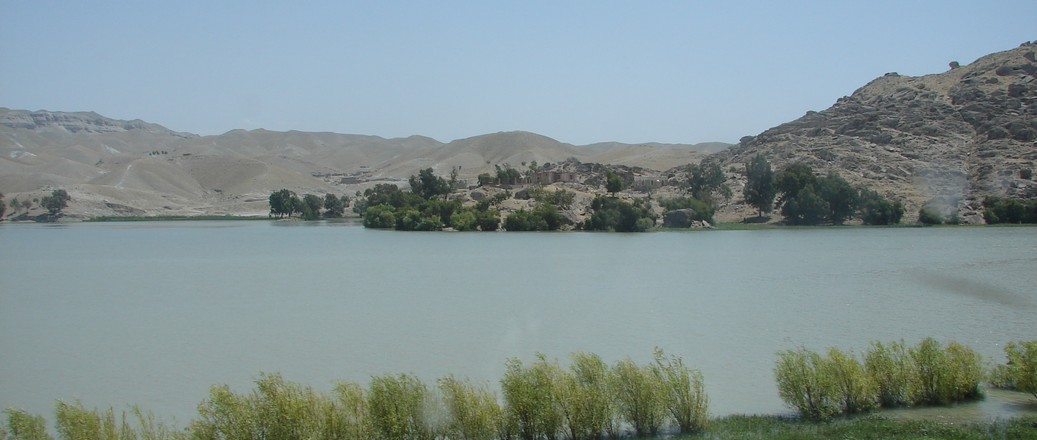
آب ذخیره شده بند
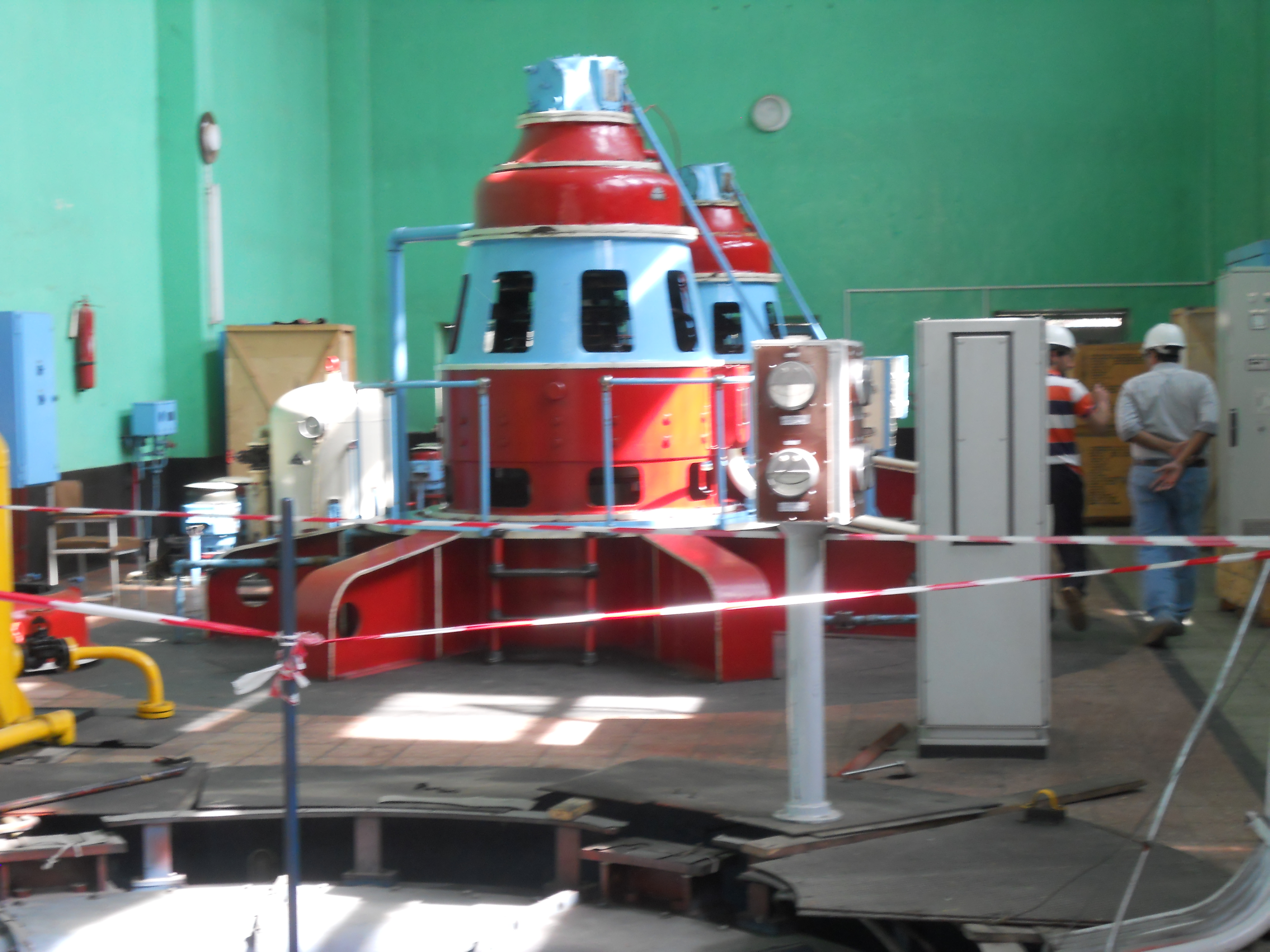
داخل بندبرق
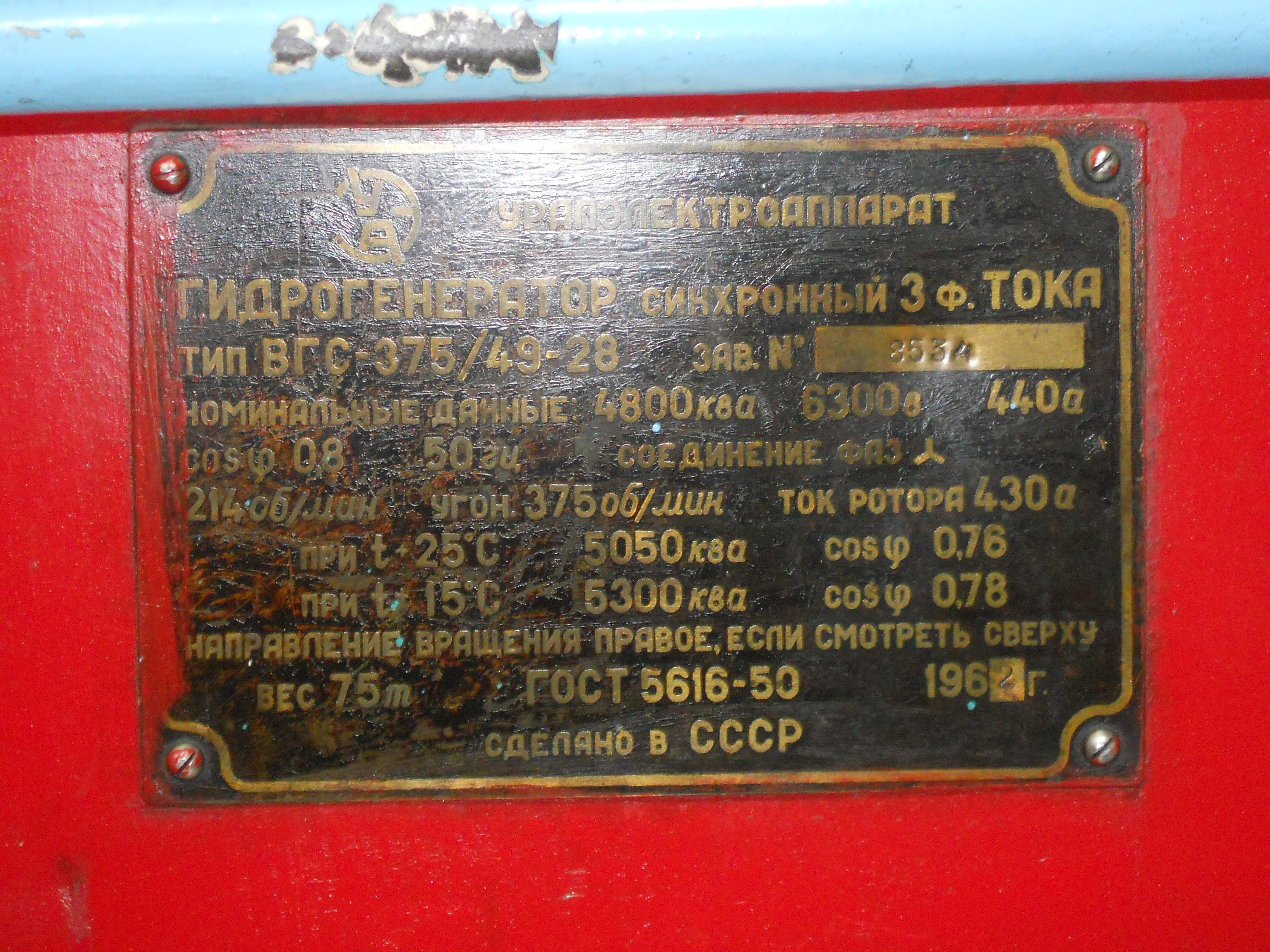
مشخصات توربین دوم